# Винокурова
Виноку́рова (рос. Винокурова) — присілок у складі Голишмановського міського округу Тюменської області, Росія.
Населення — 60 осіб (2010, 78 у 2002).
Національний склад станом на 2002 рік:
- росіяни — 95 %